# 식민지부

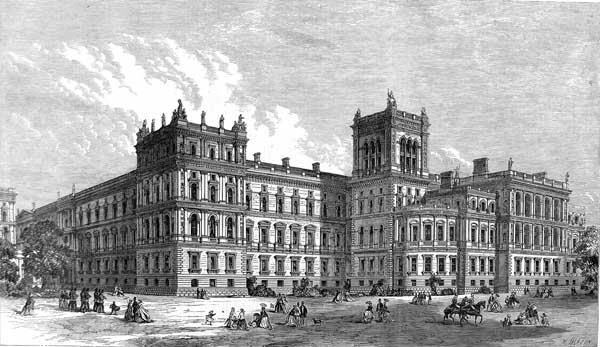
화이트홀 본부는 1866년 당시 외무부, 인도부, 내무부, 그리고 식민지부의 본부 기능을 했다.

식민지부(植民地部, Colonial Office)는 처음에는 북아메리카의 식민지 문제(특히 13개 식민지와 프랑스로부터 새로 획득한 캐나다 영토)를 다루기 위해 1768년에 남부부(Southern Department)에서 분리되어 설립된 대영제국의 정부 부서였으며, 1782년 새로 설립된 내무부(Home Office)로 통합되었다. 1801년 나폴레옹 전쟁을 앞두고 식민지 문제는 전쟁부로 이관되어, 대영 제국의 식민지를 감독하고 보호하기 위해 전쟁 및 식민지부(War and Colonial Office)로 발전했다. 1854년 식민지부는 식민장관(Colonial Secretary) 아래 별도의 부서로 재설립되었으며, 1966년에는 영연방부와 통합되었다.
식민지부는 대영제국 식민지 대부분을 관리했지만, 모든 식민지의 행정을 담당하지는 않았다. 보호령은 외무의 관할이었고, 인도 행정부는 1858년까지 영국 동인도 회사(East India Company)가 담당했으며, 세포이 항쟁 이후 새롭게 설립된 인도부(India Office)가 신설되어 인도는 영국의 총독의 감독 하에 군주가 직접 통치하는 직할령이 되었다. 또한, 자치령(Dominions)에 대한 식민지부의 역할은 1925년 자치령 사무국(Dominion Office)이 대체했다.